# Forno a tunnel
Il forno a tunnel è un forno impiegato per la cottura degli alimenti, munito di nastro trasportatore.

## Tipi di forno a tunnel
Il forno a tunnel può essere statico o ventilato, di tipo industriale (più grande) o destinato alla produzione artigianale (generalmente più piccolo e modulabile). 

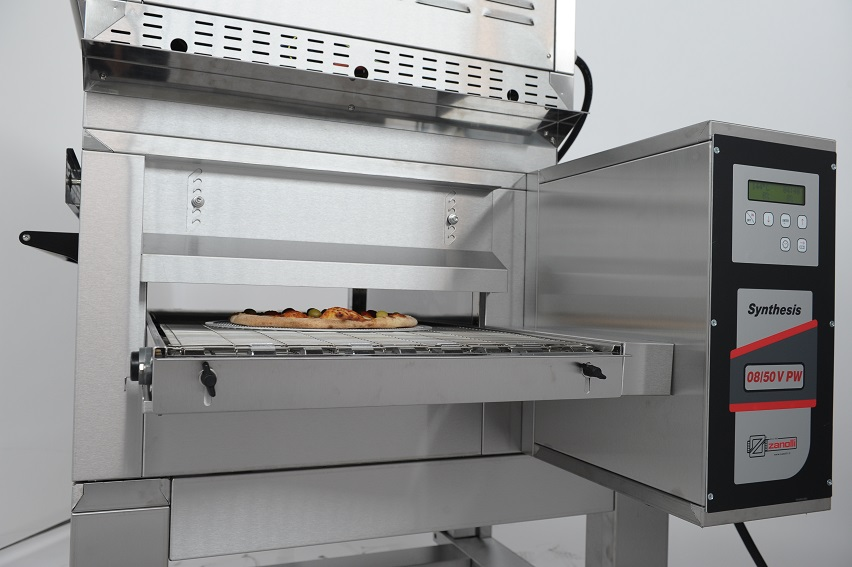
Cibo in cottura su forno a tunnel ventilato

## Descrizione e funzionamento
Il forno a tunnel è costituito di due parti principali: camera di cottura e nastro trasportatore. Il nastro consente il trasferimento del cibo dall'ingresso alla fine della camera di cottura in un tempo prefissato. Nel forno a tunnel ventilato il prodotto posto sul nastro trasportatore, muovendosi a velocità costante è avvolto da getti d'aria calda che ne determinano la cottura. La cottura, nel forno a tunnel ventilato avviene principalmente per convezione. Nel forno a tunnel statico invece la cottura avviene soprattutto per conduzione (dovuta al contatto con la superficie calda del nastro di trasporto o del supporto di cottura che può essere ad esempio una teglia) e irraggiamento. 

## Alimentazione
Il forno a tunnel, può essere alimentato a gas, con energia elettrica o legna.